# Mai 1780

## Événements

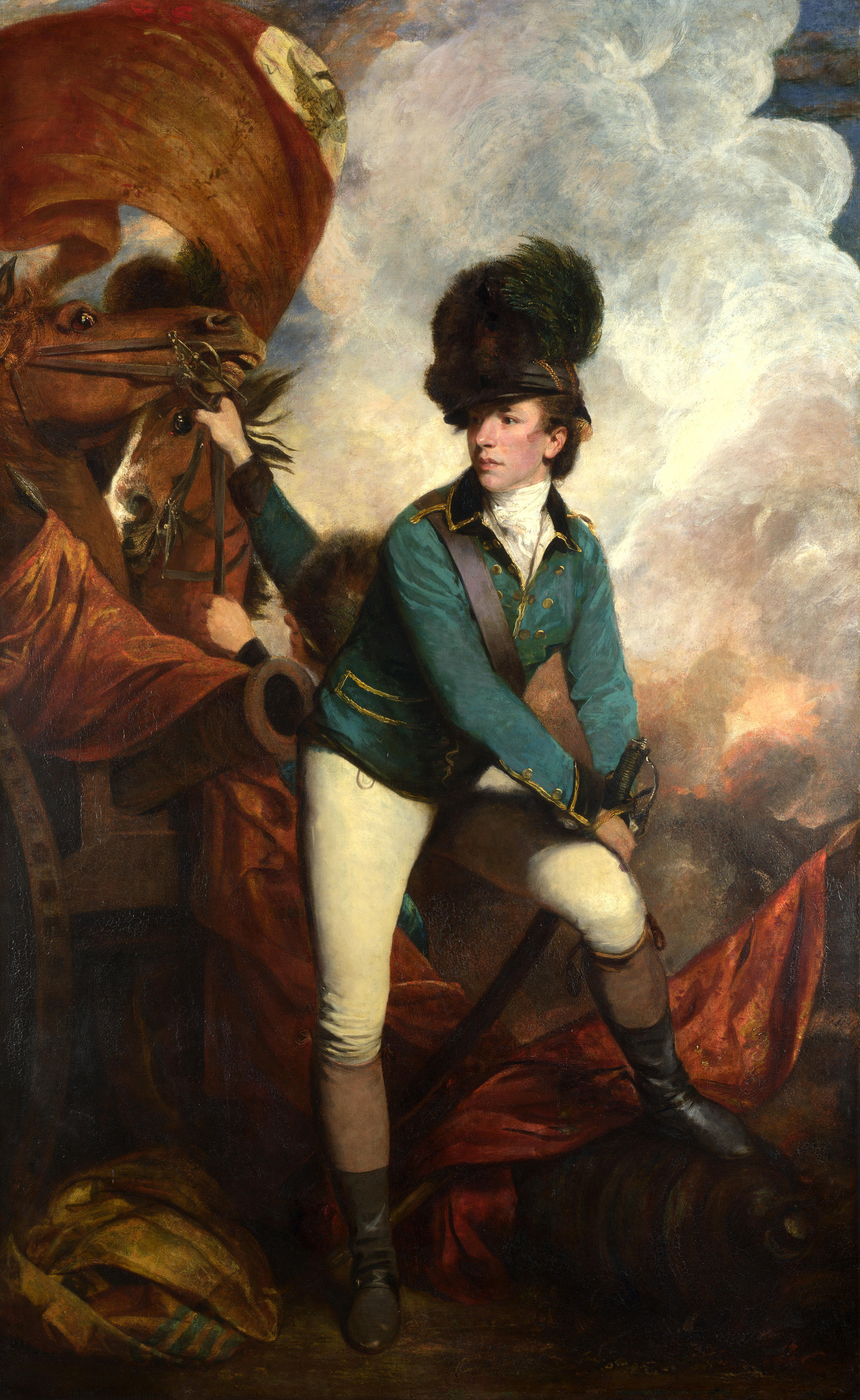
Banastre Tarleton

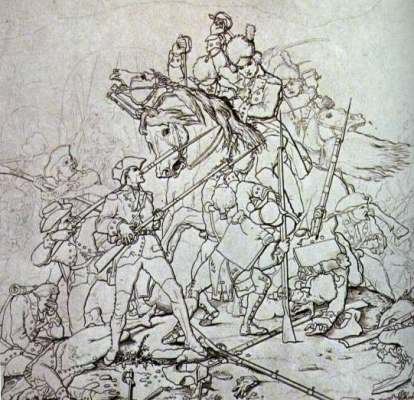
29 mai : Waxhaw massacre

- 2 mai : Rochambeau et son corps expéditionnaire quittent Brest et traversent l'Atlantique.

- 12 mai : Charleston est prise par les troupes britanniques[1].

- 13 mai : 256 colons signent le Cumberland Compact (en) à Fort Nashborough, future Nashville, Tennessee où ils se sont installés le 25 décembre 1779. Le Cumberland Compact est le précurseur de la constitution du Tennessee.

- 19 mai : la frégate la Sartine, ayant subi les tirs britanniques, s'échoue dans l'entrée du Vieux-Port à Marseille.

- 29 mai : bataille de Waxhaws[1]. L'armée Loyaliste sous le commandement du Colonel Banastre Tarleton tue les soldats de l'armée continentale bien qu'ils aient donné leur reddition.

## Naissances
- 9 mai : Julie Philipault, peintre française († 23 novembre 1834)
- 29 mai : Henri Braconnot (mort en 1855), pharmacien militaire, botaniste et chimiste français.

## Décès
- 11 mai : Nicolás Fernández de Moratín, écrivain et dramaturge espagnol (Madrid, 1737-1780).